# Троян (митология)
Вижте пояснителната страница за други значения на Троян.
Троян е човек или божество, споменато няколко пъти в руската поема от 12 век „Слово за похода на Игор“, както и в руски апокрифни текстове от същия период, като преписа „Хождение Богородицы по мукам“, „Слово и откровение святых апостолов“ и др.
Някои изследователи свързват Троян със западнославянския бог Триглав. Според Константин Иречек името на победителя на даките император Траян придобиво такава гръмка известност между славяните, че той е причислен към славянските богове.